# Francisco Jiménez de Cisneros
Francisco Jiménez de Cisneros O.F.M. (Torrelaguna, 1436 – Roa de Duero, 8 de novembro de 1517), cujo nome era Gonzalo, mais conhecido como Cardeal Cisneros, foi um cardeal, arcebispo de Toledo pertencente à Ordem Franciscana, terceiro Inquisidor Geral de Castela, e regente da mesma até a morte de Fernando, o Católico.
Quando da morte de Filipe I de Espanha, presidiu também o Conselho Real, que assumiu funções de Regência sem consentimento da Rainha Joana, até a chegada de Fernando, o Católico. Foi o fundador da Universidade de Alcalá.

## Biografia
Era filho de fidalgos empobrecidos, estudou no Colégio de São Bartolomeu, em Salamanca, e dali foi para Roma, onde foi ordenado sacerdote.
Regressa a Espanha e vai ser arcipreste de Uceda, entra em choque com o arcebispo de Toledo, o que lhe valeu alguns anos de cárcere. Apesar da prisão, não renuncia ao cargo, e em 1478 já aparece como capelão-maior da catedral de Sigüenza.
Após uma profunda crise espiritual, ingressa na Ordem dos Franciscanos, nesta época substitui o nome de Gonçalo pelo de Francisco em honra a São Francisco de Assis. Fechou-se no convento da Salceda e durante sete anos levou vida de monge.

## Arquiepiscopado
Dali o tirou a Rainha Isabel, a Católica, no ano de 1492, e o escolheu como seu confessor, por conselho do arcebispo de Toledo, o Cardeal Pedro Gonzáles de Mendoza, primeiro protetor de Cisneros.
Foi nomeado Provincial da Ordem Franciscana e submeteu-a a uma profunda reforma, mais tarde reformando também o clero secular da Espanha.
Na morte do Cardeal Mendoza, em 1495, foi nomeado arcebispo de Toledo, o que, na Baixa Idade Média significava ostentar o maior poder logo após a Coroa. Como Primaz da Espanha, nunca se deixou impressionar, por baixo das luxuosas vestes sempre levou um humilde hábito franciscano.

## Cardinalato

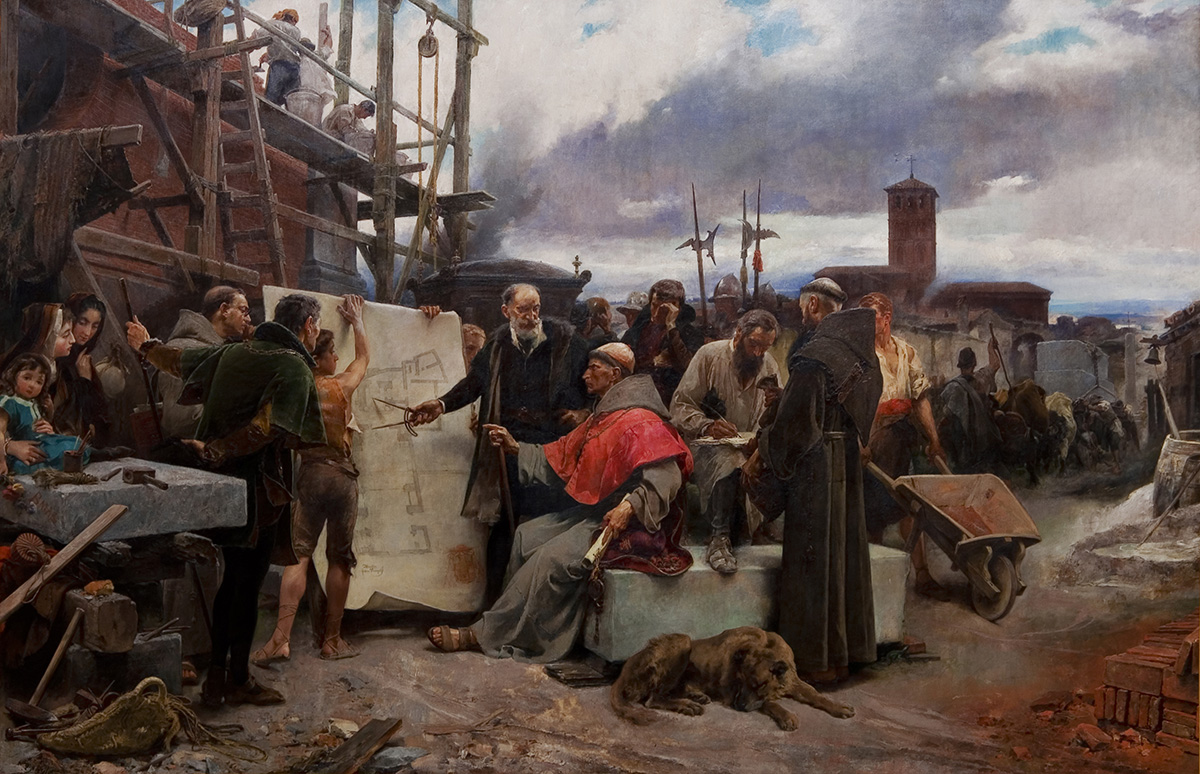
Cardeal Cisneros dirigindo a construção do Hospital de Caridade. Santuário da Caridade de Illescas (Toledo), por Alejandro Ferrant.

Isabel a Católica teve em Cisneros não só um confessor, como também um conselheiro. Ao morrer a rainha, são nomeados reis de Castela Joana, a Louca e seu esposo Felipe de Habsburgo; falecido este repentinamente sua viúva deu mostras de demência pelo que Cisneros assumiu a regência até que Fernando, o Católico regressasse de Nápoles para fazer-se ao cargo do Governo de Castela. Fernando, agradecido, consegue para Cisneros o capelo cardinalício. No quarto consistório do Papa Júlio II, realizado em 17 de maio de 1507, foi criado cardeal-presbítero com o título de Santa Balbina. Na etapa posterior, Cisneros foi o paladino das campanhas africanas, participando na conquista de Orán, como nos tempos de Isabel, a Católica, havia participado ativamente da conquista de Granada.
Morto Fernando, o Católico, assumiu pela segunda vez a regência até que o jovem príncipe Carlos, que se encontrava nos Flandres, viesse a Espanha para ocupar o trono. Nesta etapa é quando Cisneros, que já contava oitenta anos, dá mostras de uns dotes políticos e uma habilidade para governar extraordinários. Soube fazer frente a uns nobres desejosos de recuperar o poder perdido e às intrigas dos que pretendiam substituir no trono Carlos pelo seu irmão Fernando, educado na Espanha. Cisneros faleceu em Roa quando se dirigia para receber o futuro Carlos I de Espanha e V do Sacro Império Romano-Germânico.
Durante sua vida participou em maior ou menor medida de tudo o que se fez no reinado dos Reis Católicos e contribuiu de forma decisiva para a configuração do novo Estado espanhol. Reformou a vida religiosa que havia caído em um grande relaxamento moral. Soube ver que toda renovação começava pela educação e sem ser um erudito fundou uma das instituições que mais influiu na cultura espanhola, a Universidade Complutense de Alcalá de Henares.

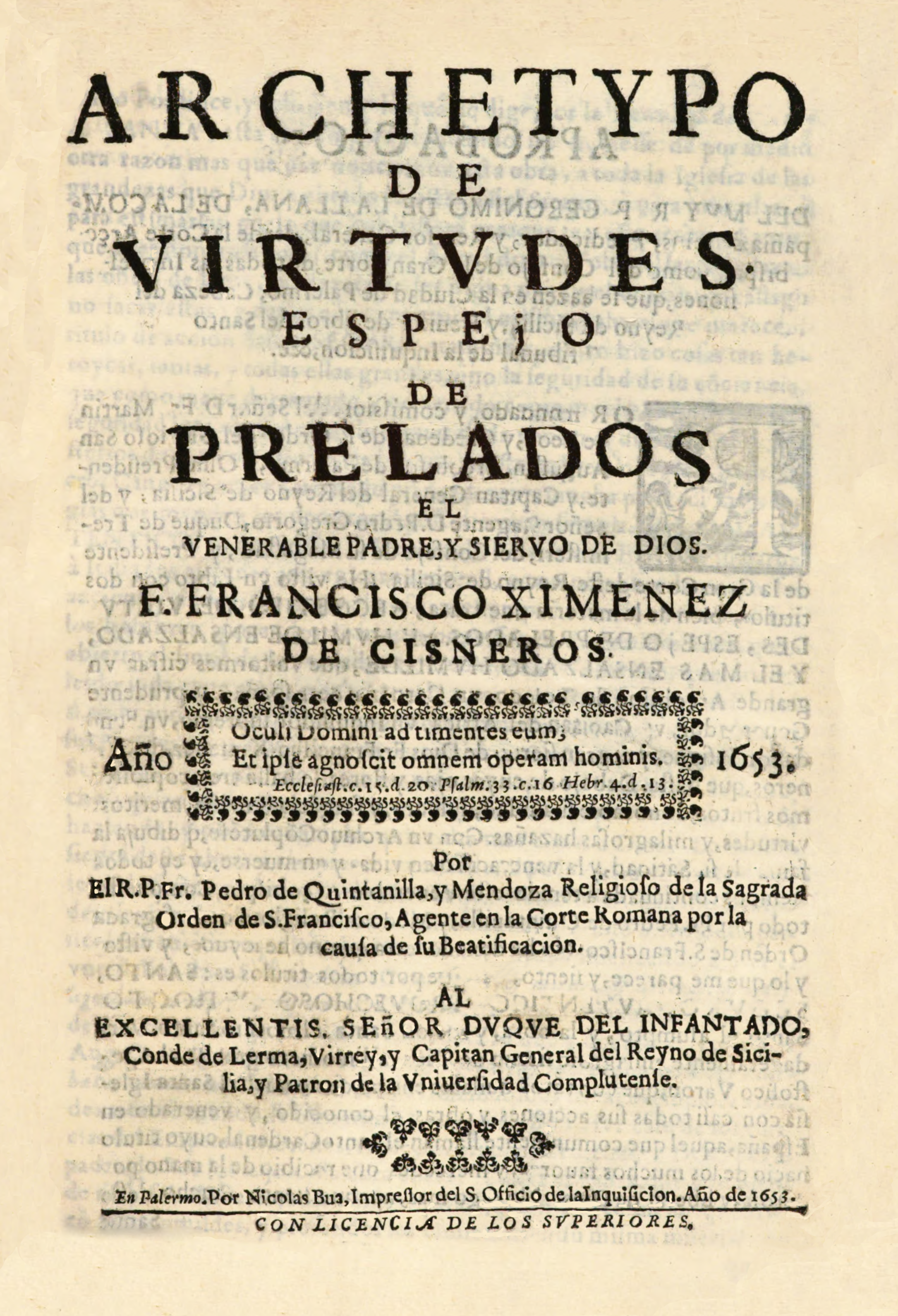
"Archetypo de virtudes" (Pedro de Quintanilla y Mendoza, 1653).

A Universidade Complutense é fundada no ano de 1499 a partir do antigo Studium General de Alcalá de Henares, do qual Cisneros foi aluno. Esta será a primeira universidade renascentista, moderada, humanista e universal. Cisneros foi consciente da transcendência de sua fundação e não economizou esforços para dotar o seu Colégio-Universidade do marco urbanístico adequado, de um financiamento generoso e dos melhores mestres da época, pelo que a Vila de Alcalá de Henares se viu imensamente beneficiada por este cardeal. A primeira pedra do edifício que abrigaria a instituição a pôs Cisneros no dia 14 de março de 1501, em 1508 começaram as aulas e em 1510 dotou a sua fundação de umas Constituições.
Também foi o responsável pela construção da Santa Casa de Caridade de Illescas, dirigindo inclusive as obras. Além de dotar a cidade de Alcalá de Henares de uma das Universidades mais importantes da Europa, substituiu o templo já deteriorado de São Justo por um belo edifício gótico, para o qual conseguiu o título de Magistral. Trata-se da Igreja Magistral de Alcalá de Henares, hoje Catedral Magistral, situada em pleno centro da cidade, na qual se encontra enterrado.
Como curiosidade, atualmente existem apenas duas igrejas Magistrais, uma em Alcalá de Henares e outra em Louvaina.